# Еньпін
Еньпін (кит. спр. 恩平市, піньїнь: Ēnpíng Shì) — місто-повіт в південнокитайській провінції Гуандун, складова міста Цзянмень.

## Географія
Еньпін займає захід префектури, на півдні виходить до Південнокитайського моря.

### Клімат
Місто знаходиться у зоні, котра характеризується вологим субтропічним кліматом. Найтепліший місяць — липень із середньою температурою 28.3 °C (82.9 °F). Найхолодніший місяць — січень, із середньою температурою 14.4 °С (57.9 °F).
| Клімат Еньпіна          | Клімат Еньпіна | Клімат Еньпіна | Клімат Еньпіна | Клімат Еньпіна | Клімат Еньпіна | Клімат Еньпіна | Клімат Еньпіна | Клімат Еньпіна | Клімат Еньпіна | Клімат Еньпіна | Клімат Еньпіна | Клімат Еньпіна | Клімат Еньпіна |
| Показник                | Січ.           | Лют.           | Бер.           | Квіт.          | Трав.          | Черв.          | Лип.           | Серп.          | Вер.           | Жовт.          | Лист.          | Груд.          | Рік            |
| Середній максимум, °C   | 17,9           | 17,7           | 20,7           | 24,4           | 28,1           | 29,7           | 30,8           | 30,7           | 29,7           | 27,1           | 23,5           | 19,8           | 25             |
| Середня температура, °C | 14,4           | 15             | 18,2           | 22,2           | 25,8           | 27,3           | 28,3           | 28             | 27             | 24,1           | 20             | 16,1           | 22,2           |
| Середній мінімум, °C    | 10,1           | 11,4           | 14,8           | 18,7           | 22,2           | 23,9           | 24,4           | 24,2           | 23             | 19,9           | 15,6           | 11,4           | 18,3           |
| Норма опадів, мм        | 36.2           | 62.4           | 81.5           | 205            | 354.8          | 334.6          | 262.7          | 335.8          | 231.2          | 93.8           | 41.1           | 26.4           | 2065.5         |
| Днів з опадами          | 9,2            | 11,8           | 14             | 15,4           | 17,5           | 20,5           | 18,6           | 18,8           | 14,8           | 9              | 7,1            | 7,4            | 164,1          |
| Вологість повітря, %    | 73.3           | 80.6           | 83.1           | 84.4           | 83.2           | 83.1           | 80.7           | 82.1           | 78.7           | 74.2           | 71.1           | 70.3           | 78.7           |
| ----------------------- | -------------- | -------------- | -------------- | -------------- | -------------- | -------------- | -------------- | -------------- | -------------- | -------------- | -------------- | -------------- | -------------- |
| Джерело: Weatherbase    |                |                |                |                |                |                |                |                |                |                |                |                |                |